# Alessandro Paduano

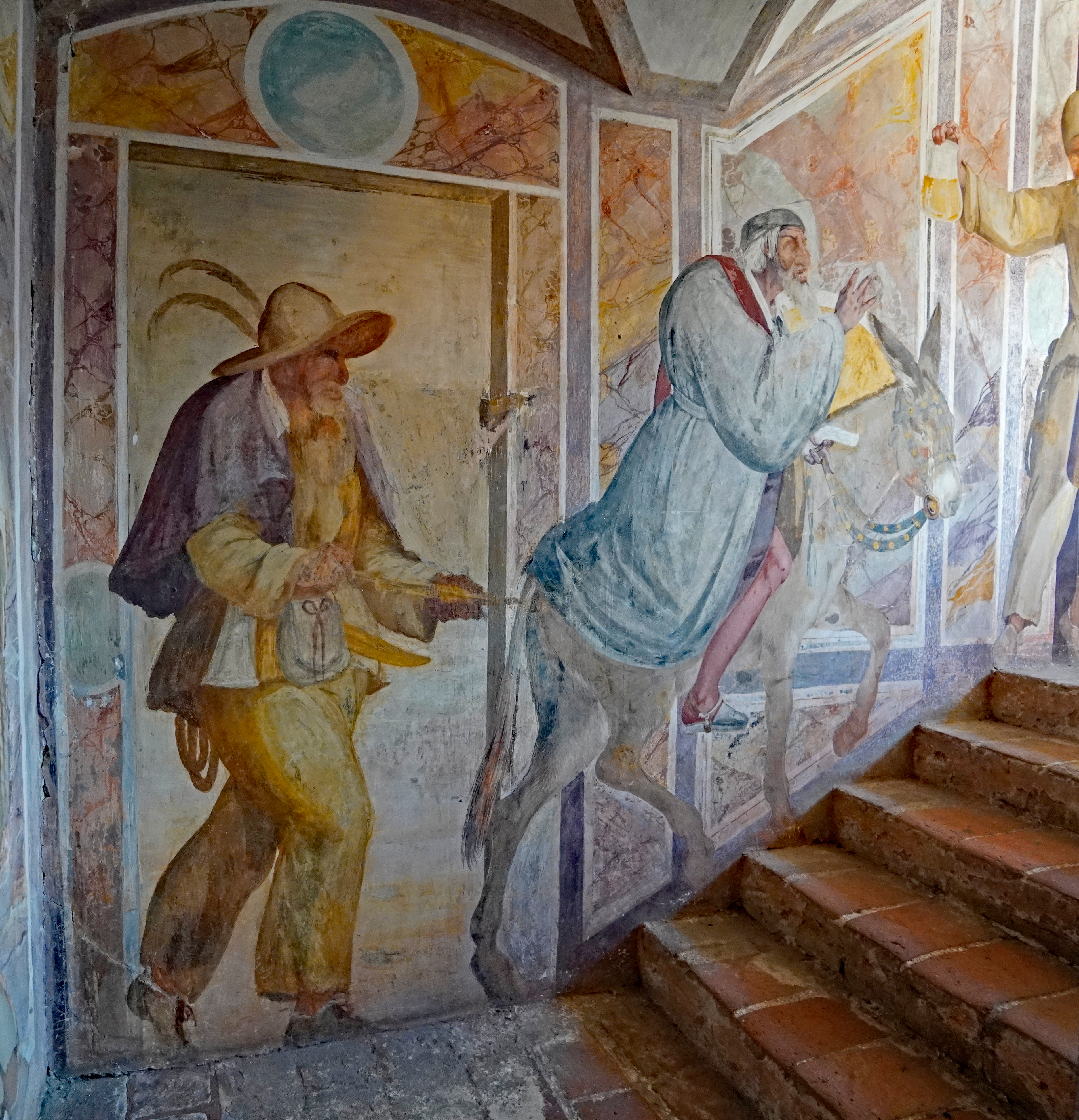
Detail der Narrentreppe auf Burg Trausnitz in Landshut, Bayern

Alessandro Paduano, eigentlich Alessandro Scalzi (* in Florenz, erwähnt ab 1568; † 1596 in München), war ein italienischer Renaissance-Künstler, der bei Lambert Sustris (* um 1515; † nach 1591) in die Lehre ging, dem Vater von Friedrich Sustris (* um 1540; † 1599), und später dessen Schwiegersohn wurde. Sustris war zur damaligen Zeit die wichtigste Künstlerpersönlichkeit am Münchner Hof unter Herzog Wilhelm V. und Alessandro Scalzi, genannt „(il) Paduano“, wurde aus Florenz zusätzlich für die Malerwerkstatt angeworben. Sein Malstil unterschied sich aber deutlich von dem des Malerkollegen, obwohl er sich bei den Auftragsarbeiten an die Vorgaben Sustris hielt. Er war eher an der venezianischen Malerei orientiert, speziell Paolo Veronese.

## Werke
Sein für Deutschland wohl berühmtestes Werk ist die Ausgestaltung der sog. Narrentreppe (aufgrund der Darstellung von Figuren aus der italienischen Commedia dell’arte) auf der Burg Trausnitz in Landshut/Bayern, aber auch die Altarbilder in Landsberg sind zu nennen, so der „Auferstandene Christus mit Petrus und Paulus“, auf dem er auch seine Signatur anbrachte.